# Campionatul European de Fotbal Sub-21 2023
Campionatul European de Fotbal Sub-21 2023 (cunoscut și sub numele de UEFA Under-21 Euro 2023) a fost cea de-a 24-a ediție a Campionatului European de Fotbal Sub-21 (ediția a 27-a, dacă este inclusă și era Sub-23). Competiția este campionatul bienal internațional de fotbal pentru tineret organizat de UEFA pentru echipele naționale masculine sub 21 de ani din Europa. Un total de 16 echipe au jucat în turneul final. Jucătorii născuți la sau după 1 ianuarie 2000 au fost eligibili să participe.
Turneul a fost co-găzduit de România și Georgia. România a găzduit meciul de deschidere, în timp ce Georgia a găzduit finala. România a găzduit deja Campionatul European de Fotbal Sub-21 din 1998. Germania a fost campioana en-titre.
La fel ca și precedentele Campionate Sub-21, care au avut loc cu un an înainte de Jocurile Olimpice, acest turneu a servit drept calificarea europeană pentru turneul olimpic de fotbal. Pe lângă Franța, care s-a califică automat în calitate de gazdă olimpică, echipele eligibile concurează pentru calificarea la turneul de fotbal masculin de la Jocurile Olimpice de vară din 2024 de la Paris, unde vor fi reprezentate de echipele lor naționale sub 23 de ani, cu maxim trei jucători peste vârstă permiși.
Anglia a câștigat al treilea său titlu, învingând Spania cu 1-0.

## Procesul de selecție
Atât România, cât și Georgia au candidat fiecare separat pentru turneu. Cele două țări au fost numite co-gazdă la reuniunea Comitetului Executiv al UEFA din 3 decembrie 2020.

## Preliminariile
Toate cele 55 de națiuni UEFA au intrat în competiție, gazdele România și Georgia calificându-se automat, iar celelalte 53 de echipe au participat în preliminariile de calificare pentru a determina restul de 14 locuri din turneul final. Tragerea la sorți pentru faza grupelor de calificare a avut loc la 28 ianuarie 2021.

### Echipele calificate
Următoarele echipe s-au calificat la turneul final.
Notă: Toate statisticile privind aparițiile includ doar perioada Sub-21 (din 1978).
| Echipă        | Metoda de calificare  | Data calificării   | Apariții                  | Ultima apariție | Cea mai bună performanță                 |
| ------------- | --------------------- | ------------------ | ------------------------- | --------------- | ---------------------------------------- |
| România       | Gazdă                 | 3 decembrie 2020   | 4                         | 2021            | Semifinale (2019)                        |
| Georgia       | Gazdă                 | 3 decembrie 2020   | 1                         | Debut           | Debut                                    |
| Belgia        | Grupa I locul 1       | 29 martie 2022     | 4                         | 2019            | Semifinale (2007)                        |
| Spania        | Grupa C locul 1       | 2 mai 2022[a]      | 16                        | 2021            | Campioană (1986, 1998, 2011, 2013, 2019) |
| Germania      | Grupa B locul 1       | 3 iunie 2022       | 14                        | 2021            | Campioană (2009, 2017, 2021)             |
| Portugalia    | Grupa D locul 1       | 6 iunie 2022       | 10                        | 2021            | Finalistă (1994, 2015, 2021)             |
| Anglia        | Grupa G locul 1       | 7 iunie 2022       | 17                        | 2021            | Campioană (1982, 1984)                   |
| Țările de Jos | Grupa E locul 1       | 8 iunie 2022       | 9                         | 2021            | Campioană (2006, 2007)                   |
| Franța        | Grupa H locul 1       | 9 iunie 2022       | 11                        | 2021            | Campioană (1988)                         |
| Italia        | Grupa F locul 1       | 14 iunie 2022      | 22                        | 2021            | Campioană (1992, 1994, 1996, 2000, 2004) |
| Norvegia      | Grupa A locul 1       | 14 iunie 2022      | 3                         | 2013            | Semifinale (1998, 2013)                  |
| Elveția       | Grupa E locul 2[b]    | 14 iunie 2022      | 5                         | 2021            | Finalistă (2011)                         |
| Ucraina       | Play-off câștigătoare | 27 septembrie 2022 | 3                         | 2011            | Finalistă (2006)                         |
| Cehia         | Play-off câștigătoare | 27 septembrie 2022 | 9 (15 incl. Cehoslovacia) | 2021            | Campioană (2002)                         |
| Croația       | Play-off câștigătoare | 27 septembrie 2022 | 5                         | 2021            | Sferturi de finală (2021)                |
| Israel        | Play-off câștigătoare | 27 septembrie 2022 | 3                         | 2013            | Faza grupelor (2007, 2013)               |

Note
1. ^ La 2 mai 2022, UEFA a anunțat că Rusia a fost eliminată din preliminariile pentru Campionatul European Sub-21 din cauza invaziei Ucrainei de către țara lor, toate rezultatele anterioare fiind considerate nule.[9] Prin urmare, Spania s-a calificat la Campionatul European Sub-21, deoarece nicio altă echipă nu a putut-o depăși.
2. ^ Cea mai bună echipă de pe locul 2 din toate cele nouă grupe calificate pentru turneul final.

## Tragerea la sorți
Tragerea la sorți pentru turneul final a avut loc pe 18 octombrie 2022, ora 20:00 EET, în București. Cele șaisprezece echipe au fost repartizate în patru urne a câte patru echipe, în funcție de clasamentul coeficienților de la finalul preliminariilor, calculat pe baza următoarelor:
- Turneul final al Campionatului European UEFA Sub-21 din 2019 și preliminariile (20%)
- Turneul final al Campionatului European UEFA Sub-21 din 2021 și preliminariile (40%)
- Preliminariile turneului final actual (40%)

Gazdele România și Georgia au fost repartizate pe pozițiile A1 și, respectiv, B1 la tragerea la sorți, în timp ce celelalte paisprezece echipe au fost extrase pe celelalte poziții disponibile din urna lor.
| Echipa     | Coef.  |
| ---------- | ------ |
| Spania     | 41,837 |
| Portugalia | 40,130 |
| Germania   | 39,668 |
| Franța     | 37,887 |

| Echipa               | Coef.  |
| -------------------- | ------ |
| Țările de Jos        | 36,626 |
| Anglia               | 35,798 |
| Italia               | 35,244 |
| România (poziția B1) | 32,414 |

| Echipa  | Coef.  |
| ------- | ------ |
| Croația | 31,945 |
| Elveția | 31,744 |
| Belgia  | 31,550 |
| Cehia   | 30,455 |

| Echipa               | Coef.  |
| -------------------- | ------ |
| Ucraina              | 29,362 |
| Norvegia             | 27,872 |
| Israel               | 25,732 |
| Georgia (poziția A1) | 24,442 |

## Stadioane

### România
Federația Română de Fotbal a propus inițial următoarele opt locații:
- Arena Națională din București
- Stadionul Steaua din București
- Stadionul Rapid-Giulești din București
- Stadionul Arcul de Triumf din București
- Cluj Arena din Cluj-Napoca
- Stadionul Dr. Constantin Rădulescu din Cluj-Napoca
- Stadionul Ilie Oană din Ploiești
- Stadionul Marin Anastasovici din Giurgiu

Cu toate acestea, patru stadioane au fost eliminate de pe lista locațiilor, deoarece Georgia a fost numită și ea gazdă.
| București          | Locațiile din România                                                                       | București                          |
| ------------------ | ------------------------------------------------------------------------------------------- | ---------------------------------- |
| Stadionul Steaua   | BucureștiCluj-Napoca Locațiile utilizate în Campionatul European UEFA Sub-21 2023 (România) | Stadionul Rapid-Giulești           |
| Capacitate: 31.254 | BucureștiCluj-Napoca Locațiile utilizate în Campionatul European UEFA Sub-21 2023 (România) | Capacitate: 14.047                 |
|                    | BucureștiCluj-Napoca Locațiile utilizate în Campionatul European UEFA Sub-21 2023 (România) |                                    |
| Cluj-Napoca        | BucureștiCluj-Napoca Locațiile utilizate în Campionatul European UEFA Sub-21 2023 (România) | Cluj-Napoca                        |
| Cluj Arena         | BucureștiCluj-Napoca Locațiile utilizate în Campionatul European UEFA Sub-21 2023 (România) | Stadionul Dr. Constantin Rădulescu |
| Capacitate: 30.201 | BucureștiCluj-Napoca Locațiile utilizate în Campionatul European UEFA Sub-21 2023 (România) | Capacitate: 22.198                 |
|                    | BucureștiCluj-Napoca Locațiile utilizate în Campionatul European UEFA Sub-21 2023 (România) |                                    |

### Georgia
În Georgia, turneul s-a disputat tot pe patru stadioane. Inițial, au fost propuse aceste locații:
- Stadionul Batumi, Batumi
- Stadionul Fazisi, Poti
- Stadionul Dinamo Boris Paichadze, Tbilisi
- Stadionul Miheil Meshi, Tbilisi

Pe baza recomandărilor experților grupului de organizare UEFA, în ianuarie 2022, Stadionul Fazisi a fost înlocuit cu Stadionul Ramaz Shengelia situat în Kutaisi.
| Tbilisi                   | Locațiile din Georgia                                                                       | Tbilisi                   |
| ------------------------- | ------------------------------------------------------------------------------------------- | ------------------------- |
| Stadionul Boris Paichadze | TbilisiBatumiKutaisi Locațiile utilizate în Campionatul European UEFA Sub-21 2023 (Georgia) | Stadionul Miheil Meshi    |
| Capacitate: 54.202        | TbilisiBatumiKutaisi Locațiile utilizate în Campionatul European UEFA Sub-21 2023 (Georgia) | Capacitate: 27.223        |
|                           | TbilisiBatumiKutaisi Locațiile utilizate în Campionatul European UEFA Sub-21 2023 (Georgia) |                           |
| Batumi                    | TbilisiBatumiKutaisi Locațiile utilizate în Campionatul European UEFA Sub-21 2023 (Georgia) | Kutaisi                   |
| Stadionul Batumi          | TbilisiBatumiKutaisi Locațiile utilizate în Campionatul European UEFA Sub-21 2023 (Georgia) | Stadionul Ramaz Shengelia |
| Capacitate: 20.000        | TbilisiBatumiKutaisi Locațiile utilizate în Campionatul European UEFA Sub-21 2023 (Georgia) | Capacitate: 14.700        |
|                           | TbilisiBatumiKutaisi Locațiile utilizate în Campionatul European UEFA Sub-21 2023 (Georgia) |                           |

## Arbitrii de meci
| Țară        | Arbitru        | Primul arbitru asistent  | Al doilea arbitru asistent |
| ----------- | -------------- | ------------------------ | -------------------------- |
| Azerbaidjan | Aliyar Aghayev | Zeynal Zeynalov          | Akif Ämirälı               |
| Croația     | Duje Strukan   | Bojan Zobenica           | Alen Jakšić                |
| Franța      | Willy Delajod  | Erwan Christophe Finjean | Cyril Mugnier              |
| Norvegia    | Espen Eskås    | Jan Erik Engan           | Isaak Bashevkin            |
| România     | Horațiu Feșnic | Valentin Avram           | Alexandru Cerei            |
| Slovenia    | Rade Obrenović | Jure Praprotnik          | Grega Kordež               |

| Țară          | Arbitru           | Primul arbitru asistent  | Al doilea arbitru asistent  |
| ------------- | ----------------- | ------------------------ | --------------------------- |
| Belgia        | Erik Lambrechts   | Jo De Weirdt             | Kevin Monteny               |
| Danemarca     | Morten Krogh      | Steffen Bramsen          | Dennis Wollenberg Rasmussen |
| Lituania      | Donatas Rumšas    | Aleksandr Radiuš         | Dovydas Sužiedėlis          |
| Țările de Jos | Allard Lindhout   | Erwin E. J. Zeinstra     | Rogier Honig                |
| Portugalia    | João Pinheiro     | Bruno Miguel Alves Jesus | Luciano António Gomes Maia  |
| Suedia        | Mohammed Al-Hakim | Fredrik Klyver           | Robin Wilde                 |

Al patrulea oficial
Grupele A și C
- Juxhin Xhaja
- Goga Kikacheishvili

Grupele B și D
- Andrei Chivulete
- Sebastian Gishamer

## Faza grupelor
| Grupa A Grupa B | Grupa C Grupa D |

Echipele participante la Campionatul European de Fotbal Sub-21 din 2023.
Grupa A
Grupa B
Grupa C
Grupa D

Câștigătorii de grupă și echipele ce se clasează pe locul 2 avansează în sferturile de finală.
Reguli de departajare
În faza grupelor, echipele sunt clasate în funcție de puncte (3 puncte pentru victorie, un punct pentru egal, 0 puncte pentru înfrângere), iar dacă se află la egalitate la puncte, se aplică următoarele criterii de departajare, în ordinea dată, pentru a determina clasamentele (Articolele 18.01 si 18.02):
1. Puncte în meciurile directe între echipele aflate la egalitate;
2. Diferență de goluri în meciurile directe între echipele aflate la egalitate;
3. Goluri marcate în meciurile directe între echipele aflate la egalitate;
4. Dacă mai mult de două echipe sunt aflate la egalitate, iar după aplicarea tuturor criteriilor de meciuri directe de mai sus, un subset de echipe este în continuare la egalitate, toate criteriile de meciuri directe de mai sus sunt reaplicate exclusiv acestui subset de echipe;
5. Diferența de goluri în toate meciurile din grupă;
6. Goluri marcate în toate meciurile din grupă;
7. Lovituri de departajare dacă doar două echipe au același număr de puncte și se întâlnesc în ultima etapă a grupei și sunt la egalitate după aplicarea tuturor criteriilor de mai sus (nu se utilizează acest criteriu dacă mai mult de două echipe au același număr de puncte sau dacă clasările lor nu sunt relevante pentru calificarea pentru etapa următoare);
8. Puncte disciplinare (cartonaș roșu = 3 puncte, cartonaș galben = un punct, eliminare pentru două cartonașe galbene într-un meci = 3 puncte);
9. Clasamentul coeficientului UEFA pentru extragerea finală.

Toate orele sunt locale, EEST (UTC+3) în România și UTC+4 în Georgia.

### Grupa A
| Loc | Echipă        | Pct. | MJ | V | E | Î | GM | GP | DG | Calificare        |
| --- | ------------- | ---- | -- | - | - | - | -- | -- | -- | ----------------- |
| 1.  | Georgia (H)   | 5    | 3  | 1 | 2 | 0 | 5  | 3  | +2 | Faza eliminatorie |
| 2.  | Portugalia    | 4    | 3  | 1 | 1 | 1 | 3  | 4  | −1 | Faza eliminatorie |
| 3.  | Țările de Jos | 3    | 3  | 0 | 3 | 0 | 2  | 2  | 0  |                   |
| 4.  | Belgia        | 2    | 3  | 0 | 2 | 1 | 3  | 4  | −1 |                   |

| Georgia                     | 2 – 0  | Portugalia |
| --------------------------- | ------ | ---------- |
| - Gagua 37' - Sazonov 45+1' | Raport |            |

| Belgia | 0 – 0  | Țările de Jos |
| ------ | ------ | ------------- |
|        | Raport |               |

| Georgia                              | 2 – 2  | Belgia                         |
| ------------------------------------ | ------ | ------------------------------ |
| - Tsitaishvili 51' - Guliashvili 87' | Raport | - De Cuyper 15' - Ramazani 38' |

| Portugalia  | 1 – 1  | Țările de Jos |
| ----------- | ------ | ------------- |
| Almeida 20' | Raport | Brobbey 78'   |

| Țările de Jos  | 1 – 1  | Georgia            |
| -------------- | ------ | ------------------ |
| - Taylor 45+6' | Raport | - Davitashvili 42' |

| Portugalia                      | 2 – 1  | Belgia          |
| ------------------------------- | ------ | --------------- |
| - Neves 56' - Dantas 89' (pen.) | Raport | - Vertessen 65' |

### Grupa B
| Loc | Echipă      | Pct. | MJ | V | E | Î | GM | GP | DG | Calificare        |
| --- | ----------- | ---- | -- | - | - | - | -- | -- | -- | ----------------- |
| 1.  | Spania      | 7    | 3  | 2 | 1 | 0 | 6  | 2  | +4 | Faza eliminatorie |
| 2.  | Ucraina     | 7    | 3  | 2 | 1 | 0 | 5  | 2  | +3 | Faza eliminatorie |
| 3.  | Croația     | 1    | 3  | 0 | 1 | 2 | 0  | 3  | −3 |                   |
| 4.  | România (H) | 1    | 3  | 0 | 1 | 2 | 0  | 4  | −4 |                   |

| Ucraina                    | 2 – 0  | Croația |
| -------------------------- | ------ | ------- |
| - Kashchuk 19' - Sikan 48' | Raport |         |

| România | 0 – 3  | Spania                                  |
| ------- | ------ | --------------------------------------- |
|         | Raport | - Baena 55' - Miranda 62' - Gómez 90+5' |

| România | 0 – 1  | Ucraina   |
| ------- | ------ | --------- |
|         | Raport | Dican 89' |

| Spania  | 1 – 0  | Croația |
| ------- | ------ | ------- |
| Ruiz 1' | Raport |         |

| Croația | 0 – 0  | România |
| ------- | ------ | ------- |
|         | Raport |         |

| Spania                    | 2 – 2  | Ucraina                            |
| ------------------------- | ------ | ---------------------------------- |
| - Zhelizko 49' - Ruiz 90' | Raport | - Vyunnyk 43' - Sudakov 81' (pen.) |

### Grupa C
| Loc | Echipă   | Pct. | MJ | V | E | Î | GM | GP | DG | Calificare        |
| --- | -------- | ---- | -- | - | - | - | -- | -- | -- | ----------------- |
| 1.  | Anglia   | 9    | 3  | 3 | 0 | 0 | 6  | 0  | +6 | Faza eliminatorie |
| 2.  | Israel   | 4    | 3  | 1 | 1 | 1 | 2  | 3  | −1 | Faza eliminatorie |
| 3.  | Cehia    | 3    | 3  | 1 | 0 | 2 | 2  | 4  | −2 |                   |
| 4.  | Germania | 1    | 3  | 0 | 1 | 2 | 2  | 5  | −3 |                   |

| Cehia | 0 – 2  | Anglia                          |
| ----- | ------ | ------------------------------- |
|       | Raport | - Ramsey 47' - Smith Rowe 90+4' |

| Germania      | 1 – 1  | Israel         |
| ------------- | ------ | -------------- |
| - Bisseck 26' | Raport | - Turgeman 20' |

| Cehia                  | 2 – 1  | Germania      |
| ---------------------- | ------ | ------------- |
| - Sejk 33' - Vitík 87' | Raport | - Stiller 70' |

| Anglia                        | 2 – 0  | Israel |
| ----------------------------- | ------ | ------ |
| - Gordon 15' - Smith Rowe 68' | Raport |        |

| Anglia                    | 2 – 0  | Germania |
| ------------------------- | ------ | -------- |
| - Archer 4' - Elliott 21' | Raport |          |

| Israel          | 1 – 0  | Cehia |
| --------------- | ------ | ----- |
| - Gandelman 82' | Raport |       |

### Grupa D
| Loc | Echipă   | Pct. | MJ | V | E | Î | GM | GP | DG | Calificare        |
| --- | -------- | ---- | -- | - | - | - | -- | -- | -- | ----------------- |
| 1.  | Franța   | 9    | 3  | 3 | 0 | 0 | 7  | 2  | +5 | Faza eliminatorie |
| 2.  | Elveția  | 3    | 3  | 1 | 0 | 2 | 5  | 8  | −3 | Faza eliminatorie |
| 3.  | Italia   | 3    | 3  | 1 | 0 | 2 | 4  | 5  | −1 |                   |
| 4.  | Norvegia | 3    | 3  | 1 | 0 | 2 | 2  | 3  | −1 |                   |

1. 1 2 3  La egalitate de puncte în meciurile directe (3) și la diferență de goluri (0). Goluri marcate în meciuri directe: Elveția 4, Italia 3, Norvegia 2.

| Norvegia    | 1 – 2  | Elveția                 |
| ----------- | ------ | ----------------------- |
| - Ceide 19' | Raport | - Ndoye 36' - Imeri 56' |

| Franța                         | 2 – 1  | Italia         |
| ------------------------------ | ------ | -------------- |
| - Kalimuendo 22' - Barcola 62' | Raport | - Pellegri 36' |

| Elveția                   | 2 – 3  | Italia                                  |
| ------------------------- | ------ | --------------------------------------- |
| - Imeri 47' - Amdouni 52' | Raport | - Pirola 6' - Gnonto 11' - Parisi 45+4' |

| Norvegia | 0 – 1  | Franța      |
| -------- | ------ | ----------- |
|          | Raport | - Olise 57' |

| Italia | 0 – 1  | Norvegia      |
| ------ | ------ | ------------- |
|        | Raport | - Botheim 65' |

| Elveția     | 1 – 4  | Franța                                                        |
| ----------- | ------ | ------------------------------------------------------------- |
| - Ndoye 35' | Raport | - Gouiri 16' (pen.) - Barcola 65' - Cherki 76' - Caqueret 81' |

## Faza eliminatorie
În faza eliminatorie, prelungirile și loviturile de departajare sunt folosite pentru a decide câștigătorii, dacă este necesar. Deoarece Franța s-a calificat în calitate de gazdă, iar Anglia nu este eligibilă pentru Jocurile Olimpice de vară din 2024, rezultatele acestora vor fi folosite pentru a determina dacă va fi necesar un meci de play-off olimpic și cine va participa.
|  | Sferturi de finală                  | Sferturi de finală         |                            |   | Semifinale | Semifinale |  |  | Finala | Finala |
|  |                                     |                            |                            |   |            |            |  |  |        |        |
|  | 1 iulie – Stadionul Boris Paichadze |                            |                            |   |            |            |  |  |        |        |
|  |                                     |                            |                            |   |            |            |  |  |        |        |
|  | Georgia                             | 0 (3)                      |                            |   |            |            |  |  |        |        |
|  | Georgia                             | 0 (3)                      | 5 iulie – Stadionul Batumi |   |            |            |  |  |        |        |
|  | Israel (l.d.)                       | 0 (4)                      |                            |   |            |            |  |  |        |        |
|  | Israel (l.d.)                       | 0 (4)                      | Israel                     | 0 |            |            |  |  |        |        |
|  | 2 iulie – Stadionul Ramaz Shengelia |                            | Israel                     | 0 |            |            |  |  |        |        |
|  |                                     | Anglia                     | 3                          |   |            |            |  |  |        |        |
|  | Anglia                              | Anglia                     | 3                          | 1 |            |            |  |  |        |        |
|  | Anglia                              |                            | 8 iulie – Stadionul Batumi | 1 |            |            |  |  |        |        |
|  | Portugalia                          | 0                          |                            |   |            |            |  |  |        |        |
|  | Portugalia                          | 0                          | Anglia                     | 1 |            |            |  |  |        |        |
|  | 1 iulie – Stadionul Rapid-Giulești  |                            | Anglia                     | 1 |            |            |  |  |        |        |
|  |                                     | Spania                     | 0                          |   |            |            |  |  |        |        |
|  | Spania (d.p.)                       | Spania                     | 0                          | 2 |            |            |  |  |        |        |
|  | Spania (d.p.)                       | 5 iulie – Stadionul Steaua |                            | 2 |            |            |  |  |        |        |
|  | Elveția                             | 1                          |                            |   |            |            |  |  |        |        |
|  | Elveția                             | 1                          | Spania                     | 5 |            |            |  |  |        |        |
|  | 2 iulie – Cluj Arena                |                            | Spania                     | 5 |            |            |  |  |        |        |
|  |                                     | Ucraina                    | 1                          |   |            |            |  |  |        |        |
|  | Franța                              | Ucraina                    | 1                          | 1 |            |            |  |  |        |        |
|  | Franța                              |                            |                            | 1 |            |            |  |  |        |        |
|  | Ucraina                             | 3                          |                            |   |            |            |  |  |        |        |
|  | Ucraina                             | 3                          |                            |   |            |            |  |  |        |        |

### Sferturi de finală
| Georgia                                                           | 0 – 0 (d.p.) (d.p.) | Israel                                  |
| ----------------------------------------------------------------- | ------------------- | --------------------------------------- |
|                                                                   | Raport              |                                         |
| - Azarovi - Davitashvili - Gagua - Moistsrapishvili - Khvadagiani | 3 – 4               | - Cohen - Gandelman - Khalaily - Gloukh |

| Spania                        | 2 – 1 (d.p.) | Elveția         |
| ----------------------------- | ------------ | --------------- |
| - S. Gómez 68' - Miranda 103' | Raport       | - Amdouni 90+1' |

| Anglia       | 1 – 0  | Portugalia |
| ------------ | ------ | ---------- |
| - Gordon 34' | Raport |            |

| Franța       | 1 – 3  | Ucraina                                    |
| ------------ | ------ | ------------------------------------------ |
| - Cherki 19' | Raport | - Sudakov 32' (pen.), 44' - Bondarenko 86' |

### Semifinale
Întrucât Anglia a ajuns în semifinale, iar Franța nu, toți ceilalți semifinaliști s-au calificat direct la Jocurile Olimpice de vară din 2024, indiferent de rezultate.
| Israel | 0 – 3  | Anglia                                      |
| ------ | ------ | ------------------------------------------- |
|        | Raport | - Gibbs-White 42' - Palmer 63' - Archer 90' |

| Spania                                                         | 5 – 1  | Ucraina          |
| -------------------------------------------------------------- | ------ | ---------------- |
| - Ruiz 17' - Sancet 24' - Blanco 54' - Oroz 68' - S. Gómez 78' | Raport | - Bondarenko 13' |

### Finala
| Anglia        | 1–0    | Spania |
| ------------- | ------ | ------ |
| - Jones 45+4' | Raport |        |